# Kvirinalski trg
Kvirinalski trg (izvirno italijansko Piazza del Quirinale) je velik trg na Kvirinalskem griču v središču italijanske prestolnice Rim (okrožje Trevi).
Trg je uokvirjen z več stavbami: Kvirinalska palača (severna stran), sedež predsednika italijanske republike, nekdanja rezidenca italijanskega kralja, Palazzo della Consulta (vzhodna stran), sedež ustavnega sodišča in Scuderie del Quirinale (jugozahodna stran), nekdanji hlevi, ki se uporabljajo za razstave.
Na trgu je vodnjak Dioscurov (Fontana dei Dioscuri) s starinskim obeliskom (Obelisco del Quirinale). Zahodno od trga je razgledna terasa, ki ponuja pogled na del Rima.
Strma Via della Dataria se začne severozahodno; od tam Via delle Vergini vodi do vodnjaka Trevi (skupaj približno 150 metrov). Via del Quirinale se začne na Piazza del Quirinale proti severovzhodu do Via del XX. Settembre; konča se na Piazza di San Bernardo. Južno preko Via 24 Maggio vodi v Largo Magnanapoli. Majhna ulica Salita di Montecavallo obdaja trg jugozahodno; začne se na Via 24 Maggio in postane trg na Via della Dataria.